# Rita Tushingham
Rita Tushingham est une actrice anglaise, née le 14 mars 1942 à Liverpool.

## Biographie
Après des études de secrétariat elle travaille comme assistante de régie au théâtre le Liverpool Playhouse. Elle débute au cinéma en 1961 dans un goût de miel rôle pour lequel elle remporte en 1962 le prix d'interprétation féminine du Festival de Cannes. Elle mène en parallèle une carrière au théâtre avec l'English stage company au Royal Court Theatre.

## Filmographie
- 1961 : Un goût de miel (A Taste of Honey) de Tony Richardson : Jo
- 1963 : A Place to Go de Basil Dearden : Catherine Donovan
- 1964 : The Leather Boys de Sidney J. Furie : Dot
- 1964 : La Fille aux yeux verts (Girl with Green Eyes) de Desmond Davis : Kate Brady
- 1965 : Le Knack... et comment l'avoir (The Knack ...and How to Get It) de Richard Lester : Nancy Jones
- 1965 : Docteur Jivago (Doctor Zhivago) de David Lean : La fille (Tanya Komarova)
- 1966 : L'Aventure sauvage (The Trap) de Sidney Hayers : Eve
- 1967 : Deux Anglaises en délire (Smashing Time) de Desmond Davis : Brenda
- 1968 : Diamonds for Breakfast de Christopher Morahan : Bridget Rafferty
- 1969 : Le Guru (The Guru) de James Ivory : Jenny
- 1969 : L'Ultime Garçonnière (The Bed Sitting Room) de Richard Lester : Penelope
- 1972 : Straight on Till Morning de Peter Collinson : Brenda Thompson
- 1973 : Situation de Peter Patzak : Rita
- 1973 : Where Do You Go from Here?
- 1974 : Rachel's Man de Moshe Mizrahi : Leah
- 1974 : Fischia il sesso de Gian Luigi Polidoro : Carol Houston
- 1975 : La Guerre des otages (The 'Human' Factor) de Edward Dmytryk : Janice
- 1976 : Ragazzo di Borgata de Giulio Paradisi
- 1977 : Black Journal (Gran bollito) de Mauro Bolognini : Maria
- 1977 : Les Bonshommes (Pane, burro e marmellata) de Giorgio Capitani : Vera De Virdis
- 1978 : Mysteries de Paul de Lussanet : Martha Gude
- 1982 : Spaghetti House de Giulio Paradisi : Kathy Ceccacci
- 1986 : A Judgment in Stone de Ousama Rawi : Eunice Parchman
- 1986 : Flying (en) de Paul Lynch : Jean Stoller
- 1988 : The Legendary Life of Ernest Hemingway
- 1989 : Hard Days, Hard Nights de Horst Konigstein : Rita
- 1989 : Resurrected de Paul Greengrass : Mrs. Deakin
- 1990 : Sunday Pursuit : Alice Fletcher
- 1992 : A Csalás gyönyöre de Lívia Gyarmathy : Dóra Tas
- 1992 : Papierowe malzenstwo : Lou
- 1994 : Gospel According to Harry de Lech Majewski : Myrna
- 1995 : An Awfully Big Adventure de Mike Newell : Aunt Lily
- 1996 : The Boy from Mercury de Martin Duffy : May Cronin
- 1997 : Under the Skin de Carine Adler : Mum
- 1999 : Swing de Nick Mead : Mags Luxford
- 2000 : Out of Depth de Simon Marshall : Margaret Nixon
- 2000 : Home Ground : Nellie
- 2004 : Adorable Julia de István Szabó : Aunt Carrie
- 2005 : Loneliness and the Modern Pentathlon : Headmistress-trainer
- 2007 : Puffball de Nicolas Roeg : Molly
- 2007 : Il nascondiglio de Pupi Avati : Paula Hardyn
- 2008 : Come Here Today : Alex's mother
- 2008 : Broken Lines de Sallie Aprahamian : Rae
- 2008 : Telstar: The Joe Meek Story de Nick Moran : Essex Medium
- 2008 : Sight Test : Rita
- 2020 : Last Night in Soho d'Edgar Wright : Margaret "Peggy" Turner
- 2020 : Le Cheval pâle (mini-série) : Bella
- 2021 : Ridley Road (mini-série) : Nettie Jones
- 2022 : The Responder (série télévisée) : June Carson